# 郭令明
郭令明（Kwek Leng Beng，1942年—）新加坡华人企業家。

## 生平
新加坡丰隆集团创始人郭芳枫的长子。现任丰隆集团主席。郭令明是新加坡第3首富。第1首富是邱德拔家族, 第2首富是黄廷方。2006年,估计郭令明的个人资产达到了三十六亿美元在东南亚富豪排名中名列第四。